# Liste des communes nouvelles créées en 2019
Pour les articles homonymes, voir Liste de communes nouvelles.
| \| Valserhône · Magnieu · Surjoux-Lhopital · Plateau d'Hauteville · Valromey sur Séran · Arvière-en-Valromey · Bresse Vallons · Anizy-le-Grand · Villeneuve sur Aisne · Cessières-Suzy · Abriès-Ristolas · Saint-Laurent-les-Bains-Laval-d'Aurelle · Vallées-d'Antraigues-Asperjoc · Belsentes · Saint-Julien-d’Intres · Flize · Val-de-Sos · Aulos-Sinsat · Le Val-de-Dagne · Le Val-du-Faby · Roquetaillade-et-Conilhac · Cambremer · Cesny-les-Sources · Le Castelet · Montillières-sur-Orne · Pont-l’Évêque · Castine-en-Plaine · Puycapel · Coteaux-du-Blanzacais · Moulins-sur-Tardoire · La Rochefoucauld-en-Angoumois · Aigre · Mainxe-Gondeville · Terres-de-Haute-Charente · Val-d'Auge · Rouillac · Courcôme · Saint-Hilaire-de-Villefranche · Marennes-Hiers-Brouage · Corquoy · Baugy · Beaulieu-sur-Dordogne · Laguenne-sur-Avalouze · Lagarde-Marc-la-Tour · Longeault-Pluvault · Valforêt · Le Val-Larrey · Tart · Neuilly-Crimolois · Collonges-et-Premières · Châtelaudren-Plouagat · Plouguenast-Langast · Lamballe-Armor · La Roche-Jaudy · Linard-Malval · Saint-Dizier-Masbaraud · Coly-Saint-Amand · Eyraud-Crempse-Maurens · Saint-Julien-Innocence-Eulalie · Les Eyzies · Brantôme en Périgord · Sigoulès-et-Flaugeac · Tarcenay-Foucherans · Fontain · Pays-de-Clerval · Valherbasse · Châtillon-en-Diois · Le Mesnil-Saint-Jean · Treis-Sants-en-Ouche · Mesnils-sur-Iton · La Vieille-Lyre · Le Perrey · Frenelle-en-Vexin · Authon-du-Perche · Saint-Denis-Lanneray · Éole-en-Beauce · Arcisses · Janville-en-Beauce · Saintigny · Plouigneau · Poullaouen · Bréau-Mars · Val-d'Aigoual · Riscle · Val-de-Livenne · Porte-de-Benauge · Blaignan-Prignac · Saint-Béat-Lez · Entre-Vignes · Luitré-Dompierre · Rives-du-Couesnon · Saint-Marc-le-Blanc · Val-Couesnon · Piré-Chancé · Mesnil-Roc'h · Montauban-de-Bretagne · Levroux · Villentrois-Faverolles-en-Berry · Ornacieux-Balbins · Val-de-Virieu · Porte des Bonnevaux · Le Plateau des Petites Roches · Le Haut-Bréda · Chantepérier · Lavans-lès-Saint-Claude · Les Trois Châteaux · Domblans · Chassal-Molinges · Beaufort-Orbagna · Grande-Rivière Château · Saint-Hymetière-sur-Valouse · Dampierre · Nanchez · Morcenx-la-Nouvelle · Le Controis-en-Sologne · Vallée-de-Ronsard · Vézelin-sur-Loire · Vêtre-sur-Anzon · Ancenis-Saint-Géréon · La Selle-sur-le-Bied · Cressensac-Sarrazac · Le Vignon-en-Quercy · Barguelonne-en-Quercy · Porte-du-Quercy · Bel-Air-Val-d'Ance · Lachamp-Ribennes · Monts-de-Randon · Saint-Léger-de-Linières · Bellevigne-les-Châteaux · Rives-du-Loir-en-Anjou · Les Hauts-d'Anjou · Huillé-Lézigné · Avranches · Quettreville-sur-Sienne · Tirepied-sur-Sée · Carentan-les-Marais · Gouville-sur-Mer · Gavray-sur-Sienne · Bourgvallées · Quettehou · Port-Bail-sur-Mer · Saint-Sauveur-Villages · Sainte-Mère-Église · Bourmont-entre-Meuse-et-Mouzon · Évron · La Roche-Neuville · Gennes-Longuefuye · Bierné-les-Villages · Château-Gontier-sur-Mayenne · Montsûrs · Bois-de-Haye · Douaumont-Vaux · Demange-Baudignécourt · Pluméliau-Bieuzy · Forges de Lanouée · Ploërmel · Manderen-Ritzing · Rezonville-Vionville · Villers-Saint-Frambourg-Ognon · Formerie · La Corne en Vexin · Les Hauts Talican · Montchevreuil · L'Orée-d'Écouves · Mortrée · Bonnières · Mur-sur-Allier · Le Vernet-Chaméane · Saint-Diéry · Beyrede-Jumet-Camous · Rountzenheim-Auenheim · Val-de-Moder · Porte des Pierres Dorées · Deux-Grosnes · Belleville-en-Beaujolais · Vindry-sur-Turdine · Fougerolles · Héricourt · Seveux-Motey · Navour-sur-Grosne · Bernay-Neuvy-en-Champagne · Cherré-Au · Fresnay-sur-Sarthe · Marolles-les-Braults · Val-d'Etangson · Porte-de-Savoie · Les Belleville · Saint-Genix-les-Villages · Grand-Aigueblanche · La-Tour-en-Maurienne · La Léchère · Val-d'Arc · Valgelon-La Rochette · Vallières-sur-Fier · Glières-Val-de-Borne · Val-de-Scie · Les Hauts-de-Caux · Beautheil-Saints · Chenoise-Cucharmoy · Villemaréchal · Notre-Dame-de-la-Mer · Le Chesnay-Rocquencourt · Saint-Germain-en-Laye · Chef-Boutonne · Fontivillié · Loretz-d'Argenton · Marcillé · Melle · Prailles-La Couarde · Valdelaume · Val-du-Mignon · Saint-Pardoux-Soutiers · Celles-sur-Belle · Thouars · Plaine-et-Vallées · Les Châteliers · Aigondigné · Moncoutant-sur-Sèvre · Airvault · Beugnon-Thireuil · Marchélepot-Misery · Carnoy-Mametz · Trois-Rivières · Ô-de-Selle · Hombleux · Terre-de-Bancalié · Montaigu-Vendée · Les Sables-d'Olonne · Les Velluire-sur-Vendée · Chanverrie · Rives-d'Autise · Boivre-la-Vallée · Saint-Martin-la-Pallu · Valence-en-Poitou · Val-d'Oire-et-Gartempe · Saint-Pardoux-le-Lac · Guillon-Terre-Plaine · Treigny-Perreuse-Sainte-Colombe · Meroux-Moval · Le Mérévillois · Évry-Courcouronnes \| Localisation des communes nouvelles créées en 2019. |
| Valserhône · Magnieu · Surjoux-Lhopital · Plateau d'Hauteville · Valromey sur Séran · Arvière-en-Valromey · Bresse Vallons · Anizy-le-Grand · Villeneuve sur Aisne · Cessières-Suzy · Abriès-Ristolas · Saint-Laurent-les-Bains-Laval-d'Aurelle · Vallées-d'Antraigues-Asperjoc · Belsentes · Saint-Julien-d’Intres · Flize · Val-de-Sos · Aulos-Sinsat · Le Val-de-Dagne · Le Val-du-Faby · Roquetaillade-et-Conilhac · Cambremer · Cesny-les-Sources · Le Castelet · Montillières-sur-Orne · Pont-l’Évêque · Castine-en-Plaine · Puycapel · Coteaux-du-Blanzacais · Moulins-sur-Tardoire · La Rochefoucauld-en-Angoumois · Aigre · Mainxe-Gondeville · Terres-de-Haute-Charente · Val-d'Auge · Rouillac · Courcôme · Saint-Hilaire-de-Villefranche · Marennes-Hiers-Brouage · Corquoy · Baugy · Beaulieu-sur-Dordogne · Laguenne-sur-Avalouze · Lagarde-Marc-la-Tour · Longeault-Pluvault · Valforêt · Le Val-Larrey · Tart · Neuilly-Crimolois · Collonges-et-Premières · Châtelaudren-Plouagat · Plouguenast-Langast · Lamballe-Armor · La Roche-Jaudy · Linard-Malval · Saint-Dizier-Masbaraud · Coly-Saint-Amand · Eyraud-Crempse-Maurens · Saint-Julien-Innocence-Eulalie · Les Eyzies · Brantôme en Périgord · Sigoulès-et-Flaugeac · Tarcenay-Foucherans · Fontain · Pays-de-Clerval · Valherbasse · Châtillon-en-Diois · Le Mesnil-Saint-Jean · Treis-Sants-en-Ouche · Mesnils-sur-Iton · La Vieille-Lyre · Le Perrey · Frenelle-en-Vexin · Authon-du-Perche · Saint-Denis-Lanneray · Éole-en-Beauce · Arcisses · Janville-en-Beauce · Saintigny · Plouigneau · Poullaouen · Bréau-Mars · Val-d'Aigoual · Riscle · Val-de-Livenne · Porte-de-Benauge · Blaignan-Prignac · Saint-Béat-Lez · Entre-Vignes · Luitré-Dompierre · Rives-du-Couesnon · Saint-Marc-le-Blanc · Val-Couesnon · Piré-Chancé · Mesnil-Roc'h · Montauban-de-Bretagne · Levroux · Villentrois-Faverolles-en-Berry · Ornacieux-Balbins · Val-de-Virieu · Porte des Bonnevaux · Le Plateau des Petites Roches · Le Haut-Bréda · Chantepérier · Lavans-lès-Saint-Claude · Les Trois Châteaux · Domblans · Chassal-Molinges · Beaufort-Orbagna · Grande-Rivière Château · Saint-Hymetière-sur-Valouse · Dampierre · Nanchez · Morcenx-la-Nouvelle · Le Controis-en-Sologne · Vallée-de-Ronsard · Vézelin-sur-Loire · Vêtre-sur-Anzon · Ancenis-Saint-Géréon · La Selle-sur-le-Bied · Cressensac-Sarrazac · Le Vignon-en-Quercy · Barguelonne-en-Quercy · Porte-du-Quercy · Bel-Air-Val-d'Ance · Lachamp-Ribennes · Monts-de-Randon · Saint-Léger-de-Linières · Bellevigne-les-Châteaux · Rives-du-Loir-en-Anjou · Les Hauts-d'Anjou · Huillé-Lézigné · Avranches · Quettreville-sur-Sienne · Tirepied-sur-Sée · Carentan-les-Marais · Gouville-sur-Mer · Gavray-sur-Sienne · Bourgvallées · Quettehou · Port-Bail-sur-Mer · Saint-Sauveur-Villages · Sainte-Mère-Église · Bourmont-entre-Meuse-et-Mouzon · Évron · La Roche-Neuville · Gennes-Longuefuye · Bierné-les-Villages · Château-Gontier-sur-Mayenne · Montsûrs · Bois-de-Haye · Douaumont-Vaux · Demange-Baudignécourt · Pluméliau-Bieuzy · Forges de Lanouée · Ploërmel · Manderen-Ritzing · Rezonville-Vionville · Villers-Saint-Frambourg-Ognon · Formerie · La Corne en Vexin · Les Hauts Talican · Montchevreuil · L'Orée-d'Écouves · Mortrée · Bonnières · Mur-sur-Allier · Le Vernet-Chaméane · Saint-Diéry · Beyrede-Jumet-Camous · Rountzenheim-Auenheim · Val-de-Moder · Porte des Pierres Dorées · Deux-Grosnes · Belleville-en-Beaujolais · Vindry-sur-Turdine · Fougerolles · Héricourt · Seveux-Motey · Navour-sur-Grosne · Bernay-Neuvy-en-Champagne · Cherré-Au · Fresnay-sur-Sarthe · Marolles-les-Braults · Val-d'Etangson · Porte-de-Savoie · Les Belleville · Saint-Genix-les-Villages · Grand-Aigueblanche · La-Tour-en-Maurienne · La Léchère · Val-d'Arc · Valgelon-La Rochette · Vallières-sur-Fier · Glières-Val-de-Borne · Val-de-Scie · Les Hauts-de-Caux · Beautheil-Saints · Chenoise-Cucharmoy · Villemaréchal · Notre-Dame-de-la-Mer · Le Chesnay-Rocquencourt · Saint-Germain-en-Laye · Chef-Boutonne · Fontivillié · Loretz-d'Argenton · Marcillé · Melle · Prailles-La Couarde · Valdelaume · Val-du-Mignon · Saint-Pardoux-Soutiers · Celles-sur-Belle · Thouars · Plaine-et-Vallées · Les Châteliers · Aigondigné · Moncoutant-sur-Sèvre · Airvault · Beugnon-Thireuil · Marchélepot-Misery · Carnoy-Mametz · Trois-Rivières · Ô-de-Selle · Hombleux · Terre-de-Bancalié · Montaigu-Vendée · Les Sables-d'Olonne · Les Velluire-sur-Vendée · Chanverrie · Rives-d'Autise · Boivre-la-Vallée · Saint-Martin-la-Pallu · Valence-en-Poitou · Val-d'Oire-et-Gartempe · Saint-Pardoux-le-Lac · Guillon-Terre-Plaine · Treigny-Perreuse-Sainte-Colombe · Meroux-Moval · Le Mérévillois · Évry-Courcouronnes                                                           |

Cet article contient la liste des communes nouvelles créées en 2019, c'est-à-dire la liste des communes nouvelles françaises pour lesquelles les arrêtés préfectoraux prononçant la création définissent une date de création comprise entre le 1er janvier 2019 et le 31 décembre 2019.
Cette liste contient 241 communes nouvelles regroupant 630 communes.

## Synthèse

### Contexte
La loi no 2010-1563 du 16 décembre 2010 de réforme des collectivités territoriales a substitué au régime antérieur de fusion de communes défini par la loi dite « Marcellin » du 16 juillet 1971 une procédure rénovée de regroupement, aboutissant à la création d’une « commune nouvelle ». Elle a été complétée en 2015 par une nouvelle loi no 2015-292 du 16 mars 2015 relative à l'amélioration du régime de la commune nouvelle, pour des communes fortes et vivantes, mettant en place des incitations financières temporaires afin de favoriser la création de communes nouvelles avant le 1er janvier 2019.

### Dénombrement

#### Nombre de communes nouvelles créées en 2019
238 communes nouvelles ont été créées le 1er janvier 2019. Elles regroupent 624 communes anciennes.
2 communes nouvelles ont été créées le 28 février 2019. Elles regroupent 4 communes anciennes tandis qu'une autre commune nouvelle a été créée le 1er mars 2019 regroupant 2 communes anciennes.

#### Nombre total de communes en France
Au 1er mars 2019, la France compte 34 967 communes dont 34 838 en France métropolitaine et 129 dans les DOM.
| Année | Date             | France métropolitaine | France métropolitaine | France métropolitaine | DOM | Total  |
| Année | Date             | communes nouvelles    | communes regroupées   | Nb total communes     | DOM | Total  |
| ----- | ---------------- | --------------------- | --------------------- | --------------------- | --- | ------ |
|       | 31 décembre 2018 | 31 décembre 2018      | 31 décembre 2018      | 35 227                | 129 | 35 356 |
| 2019  | 1er janvier 2019 | 238                   | 624                   | 34 841                | 129 | 34 970 |
| 2019  | 28 février 2019  | 2                     | 4                     | 34 839                | 129 | 34 968 |
| 2019  | 1er mars 2019    | 1                     | 2                     | 34 838                | 129 | 34 967 |
| 2019  | Total            | 241                   | 630                   |                       |     |        |

## Liste détaillée
L’article L. 2113-6 du code général des collectivités territoriales précise que « l'arrêté du représentant de l'État dans le département prononçant la création de la commune nouvelle détermine le nom de la commune nouvelle, le cas échéant au vu des avis émis par les conseils municipaux, fixe la date de création et en complète, en tant que de besoin, les modalités ». Le tableau suivant présente ces indicateurs pour chacune des communes nouvelles créées en 2019 : nom, date de l'arrêté prononçant la création, date de création et quelques modalités (existence de communes déléguées, chef-lieu) ou informations complémentaires (population).
| Département           | Nb | Commune nouvelle                        | Commune nouvelle | Commune nouvelle                          | Commune nouvelle | Anciennes communes | Anciennes communes | Anciennes communes                                                                                                 | Arrêté préfectoral portant création               | Date de création |
| Département           | Nb | Nom                                     | Code Insee       | Chef-lieu                                 | Population 2015  | Nb                 | Nom | Déléguées | Arrêté préfectoral portant création               | Date de création |
| --------------------- | -- | --------------------------------------- | ---------------- | ----------------------------------------- | ---------------- | ------------------ | --- | --- | ------------------------------------------------- | ---------------- |
| Ain                   | 7  | Arvière-en-Valromey                     | 01453            | Virieu-le-Petit                           | 715              | 4                  | Brénaz - Chavornay - Lochieu - Virieu-le-Petit | oui | 17 décembre 2018                                  | 1er janvier 2019 |
| Ain                   | 7  | Bresse Vallons                          | 01130            | Cras-sur-Reyssouze                        | 2 251            | 2                  | Cras-sur-Reyssouze - Étrez | oui | 21 décembre 2018                                  | 1er janvier 2019 |
| Ain                   | 7  | Magnieu                                 | 01227            | Magnieu                                   | 635              | 2                  | Magnieu - Saint-Champ | oui | 23 novembre 2018                                  | 1er janvier 2019 |
| Ain                   | 7  | Plateau d'Hauteville                    | 01185            | Hauteville-Lompnes                        | 4 929            | 4                  | Cormaranche-en-Bugey - Hauteville-Lompnes - Hostiaz - Thézillieu | oui | 12 décembre 2018                                  | 1er janvier 2019 |
| Ain                   | 7  | Surjoux-Lhopital                        | 01215            | Lhôpital                                  | 119              | 2                  | Surjoux - Lhôpital | oui | 3 décembre 2018                                   | 1er janvier 2019 |
| Ain                   | 7  | Valromey-sur-Séran                      | 01036            | Belmont-Luthézieu                         | 1 275            | 4                  | Belmont-Luthézieu - Lompnieu - Sutrieu - Vieu | oui | 17 décembre 2018                                  | 1er janvier 2019 |
| Ain                   | 7  | Valserhône                              | 01033            | Bellegarde-sur-Valserine                  | 16 303           | 3                  | Bellegarde-sur-Valserine - Châtillon-en-Michaille - Lancrans | oui | 22 octobre 2018                                   | 1er janvier 2019 |
| Aisne                 | 3  | Anizy-le-Grand                          | 02018            | Anizy-le-Château                          | 2 579            | 3                  | Anizy-le-Château - Faucoucourt - Lizy | oui | 22 octobre 2018                                   | 1er janvier 2019 |
| Aisne                 | 3  | Cessières-Suzy                          | 02153            | Cessières                                 | 781              | 2                  | Cessières - Suzy | oui | 11 décembre 2018                                  | 1er janvier 2019 |
| Aisne                 | 3  | Villeneuve-sur-Aisne                    | 02360            | Guignicourt                               | 2 642            | 2                  | Guignicourt - Menneville | oui | 29 novembre 2018                                  | 1er janvier 2019 |
| Hautes-Alpes          | 1  | Abriès-Ristolas                         | 05001            | Abriès                                    | 379              | 2                  | Abriès - Ristolas | oui | 19 octobre 2018                                   | 1er janvier 2019 |
| Ardèche               | 4  | Belsentes                               | 07165            | Nonières                                  | 548              | 2                  | Nonières - Saint-Julien-Labrousse | oui | 12 décembre 2018                                  | 1er janvier 2019 |
| Ardèche               | 4  | Saint-Julien-d'Intres                   | 07103            | Intres                                    | 358              | 2                  | Intres - Saint-Julien-Boutières | non | 12 décembre 2018                                  | 1er janvier 2019 |
| Ardèche               | 4  | Saint-Laurent-les-Bains-Laval-d'Aurelle | 07262            | Saint-Laurent-les-Bains                   | 183              | 2                  | Laval-d'Aurelle - Saint-Laurent-les-Bains | oui | 29 octobre 2018                                   | 1er janvier 2019 |
| Ardèche               | 4  | Vallées-d'Antraigues-Asperjoc           | 07011            | Antraigues-sur-Volane                     | 969              | 2                  | Antraigues-sur-Volane - Asperjoc | oui | 29 octobre 2018                                   | 1er janvier 2019 |
| Ardennes              | 1  | Flize                                   | 08173            | Flize                                     | 1 717            | 4                  | Balaives-et-Butz - Boutancourt - Élan - Flize | oui | 23 novembre 2018                                  | 1er janvier 2019 |
| Ariège                | 2  | Aulos-Sinsat                            | 09296            | Sinsat                                    | 172              | 2                  | Aulos - Sinsat | oui | 27 septembre 2018                                 | 1er janvier 2019 |
| Ariège                | 2  | Val-de-Sos                              | 09334            | Vicdessos                                 | 656              | 4                  | Goulier - Sem - Suc-et-Sentenac - Vicdessos | oui | 27 juillet 2018                                   | 1er janvier 2019 |
| Aude                  | 3  | Val-de-Dagne                            | 11251            | Montlaur                                  | 711              | 2                  | Montlaur - Pradelles-en-Val | oui | 5 décembre 2018                                   | 1er janvier 2019 |
| Aude                  | 3  | Val-du-Faby                             | 11131            | Fa                                        | 569              | 2                  | Fa - Rouvenac | oui | 5 décembre 2018                                   | 1er janvier 2019 |
| Aude                  | 3  | Roquetaillade-et-Conilhac               | 11323            | Roquetaillade                             | 276              | 2                  | Conilhac-de-la-Montagne - Roquetaillade | oui | 5 décembre 2018                                   | 1er janvier 2019 |
| Calvados              | 6  | Cambremer                               | 14126            | Cambremer                                 | 1 386            | 2                  | Cambremer - Saint-Laurent-du-Mont | non | 24 septembre 2018                                 | 1er janvier 2019 |
| Calvados              | 6  | Le Castelet                             | 14554            | Saint-Aignan-de-Cramesnil                 | 1 404            | 2                  | Garcelles-Secqueville - Saint-Aignan-de-Cramesnil | oui | 24 septembre 2018                                 | 1er janvier 2019 |
| Calvados              | 6  | Castine-en-Plaine                       | 14538            | Rocquancourt                              | 1 394            | 3                  | Hubert-Folie - Rocquancourt - Tilly-la-Campagne | oui | 19 décembre 2018                                  | 1er janvier 2019 |
| Calvados              | 6  | Cesny-les-Sources                       | 14150            | Cesny-Bois-Halbout                        | 1 355            | 5                  | Acqueville - Angoville - Cesny-Bois-Halbout - Placy - Tournebu | oui | 24 septembre 2018                                 | 1er janvier 2019 |
| Calvados              | 6  | Montillières-sur-Orne                   | 14713            | Trois-Monts                               | 596              | 2                  | Goupillières - Trois-Monts | non | 28 septembre 2018                                 | 1er janvier 2019 |
| Calvados              | 6  | Pont-l’Évêque                           | 14514            | Pont-l’Évêque                             | 4 819            | 2                  | Coudray-Rabut - Pont-l’Évêque | non | 17 décembre 2018                                  | 1er janvier 2019 |
| Cantal                | 1  | Puycapel                                | 15027            | Calvinet                                  | 840              | 2                  | Calvinet - Mourjou | oui | 12 décembre 2018                                  | 1er janvier 2019 |
| Charente              | 9  | Aigre                                   | 16005            | Aigre                                     | 1 626            | 2                  | Aigre - Villejésus | oui | 28 septembre 2018                                 | 1er janvier 2019 |
| Charente              | 9  | Coteaux-du-Blanzacais                   | 16046            | Blanzac-Porcheresse                       | 1 053            | 2                  | Côteaux du Blanzacais (issue précédemment des anciennes communes de Blanzac-Porcheresse et Cressac-Saint-Genis) - Saint-Léger | non | 28 septembre 2018                                 | 1er janvier 2019 |
| Charente              | 9  | Courcôme                                | 16110            | Courcôme                                  | 819              | 3                  | Courcôme - Tuzie - Villegats | oui | 19 décembre 2018                                  | 1er janvier 2019 |
| Charente              | 9  | Mainxe-Gondeville                       | 16153            | Gondeville                                | 1 200            | 2                  | Mainxe - Gondeville | oui | 28 septembre 2018                                 | 1er janvier 2019 |
| Charente              | 9  | Moulins-sur-Tardoire                    | 16406            | Vilhonneur                                | 771              | 2                  | Rancogne - Vilhonneur | non | 28 septembre 2018 3 décembre 2018 6 décembre 2018 | 1er janvier 2019 |
| Charente              | 9  | La Rochefoucauld-en-Angoumois           | 16281            | La Rochefoucauld                          | 4 026            | 2                  | La Rochefoucauld - Saint-Projet-Saint-Constant | oui | 28 septembre 2018                                 | 1er janvier 2019 |
| Charente              | 9  | Rouillac                                | 16286            | Rouillac                                  | 2 965            | 2                  | Gourville - Rouillac (issue précédemment des anciennes communes de Plaizac, Rouillac et Sonneville) | oui (2) | 29 novembre 2018                                  | 1er janvier 2019 |
| Charente              | 9  | Terres-de-Haute-Charente                | 16192            | Roumazières-Loubert                       | 3 969            | 5                  | Genouillac - Mazières - La Péruse - Roumazières-Loubert - Suris | oui | 28 septembre 2018                                 | 1er janvier 2019 |
| Charente              | 9  | Val-d'Auge                              | 16339            | Auge-Saint-Médard                         | 823              | 4                  | Anville - Auge-Saint-Médard - Bonneville - Montigné | oui | 29 novembre 2018                                  | 1er janvier 2019 |
| Charente-Maritime     | 2  | Saint-Hilaire-de-Villefranche           | 17344            | Saint-Hilaire-de-Villefranche             | 1 316            | 2                  | La Frédière - Saint-Hilaire-de-Villefranche | oui | 27 novembre 2018                                  | 1er janvier 2019 |
| Charente-Maritime     | 2  | Marennes-Hiers-Brouage                  | 17219            | Marennes                                  | 6 424            | 2                  | Hiers-Brouage - Marennes | oui | 27 novembre 2018                                  | 1er janvier 2019 |
| Cher                  | 2  | Baugy                                   | 18023            | Baugy                                     | 1 728            | 3                  | Baugy - Laverdines - Saligny-le-Vif | non | 18 octobre 2018                                   | 1er janvier 2019 |
| Cher                  | 2  | Corquoy                                 | 18073            | Corquoy                                   | 223              | 2                  | Corquoy - Sainte-Lunaise | non | 27 septembre 2018                                 | 1er janvier 2019 |
| Corrèze               | 3  | Beaulieu-sur-Dordogne                   | 19019            | Beaulieu-sur-Dordogne                     | 1 342            | 2                  | Beaulieu-sur-Dordogne - Brivezac | oui | 28 juin 2018                                      | 1er janvier 2019 |
| Corrèze               | 3  | Lagarde-Marc-la-Tour                    | 19098            | Lagarde-Enval                             | 974              | 2                  | Lagarde-Enval - Marc-la-Tour | oui | 6 décembre 2018                                   | 1er janvier 2019 |
| Corrèze               | 3  | Laguenne-sur-Avalouze                   | 19101            | Laguenne                                  | 1 548            | 2                  | Laguenne - Saint-Bonnet-Avalouze | oui | 5 novembre 2018                                   | 1er janvier 2019 |
| Côte-d'Or             | 6  | Collonges-et-Premières                  | 21183            | Collonges-lès-Premières                   | 1022             | 2                  | Collonges-lès-Premières - Premières | oui | 28 février 2019                                   | 28 février 2019  |
| Côte-d'Or             | 6  | Longeault-Pluvault                      | 21352            | Longeault                                 | 1 122            | 2                  | Longeault - Pluvault | oui | 28 septembre 2018                                 | 1er janvier 2019 |
| Côte-d'Or             | 6  | Neuilly-Crimolois                       | 21452            | Neuilly-lès-Dijon                         | 2 625            | 2                  | Crimolois - Neuilly-lès-Dijon | oui | 4 février 2019                                    | 28 février 2019  |
| Côte-d'Or             | 6  | Le Val-Larrey                           | 21272            | Flée                                      | 261              | 2                  | Bierre-lès-Semur - Flée | oui | 21 novembre 2018                                  | 1er janvier 2019 |
| Côte-d'Or             | 6  | Tart                                    | 21623            | Tart-le-Haut                              | 1 595            | 2                  | Tart-l'Abbaye - Tart-le-Haut | oui | 26 décembre 2018                                  | 1er janvier 2019 |
| Côte-d'Or             | 6  | Valforêt                                | 21178            | Clémencey                                 | 323              | 2                  | Clémencey - Quemigny-Poisot | non | 21 novembre 2018                                  | 1er janvier 2019 |
| Côtes-d'Armor         | 4  | Châtelaudren-Plouagat                   | 22206            | Plouagat                                  | 3 903            | 2                  | Châtelaudren - Plouagat | oui | 28 septembre 2018                                 | 1er janvier 2019 |
| Côtes-d'Armor         | 4  | Plouguenast-Langast                     | 22219            | Plouguenast                               | 2 557            | 2                  | Plouguenast - Langast | oui | 19 octobre 2018                                   | 1er janvier 2019 |
| Côtes-d'Armor         | 4  | Lamballe-Armor                          | 22093            | Lamballe                                  | 16 647           | 3                  | Lamballe (issue précédemment des anciennes communes de Lamballe et Meslin) - Morieux - Planguenoual | oui (4) | 31 octobre 2018                                   | 1er janvier 2019 |
| Côtes-d'Armor         | 4  | La Roche-Jaudy                          | 22264            | La Roche-Derrien                          | 2 687            | 4                  | Hengoat - Pommerit-Jaudy - Pouldouran - La Roche-Derrien | oui | 29 octobre 2018                                   | 1er janvier 2019 |
| Creuse                | 2  | Linard-Malval                           | 23109            | Linard                                    | 206              | 2                  | Linard - Malval | non | 28 septembre 2018                                 | 1er janvier 2019 |
| Creuse                | 2  | Saint-Dizier-Masbaraud                  | 23189            | Saint-Dizier-Leyrenne                     | 1 121            | 2                  | Masbaraud-Mérignat - Saint-Dizier-Leyrenne | oui | 3 décembre 2018                                   | 1er janvier 2019 |
| Dordogne              | 6  | Brantôme en Périgord                    | 24064            | Brantôme en Périgord                      | 3 778            | 7                  | Brantôme en Périgord (issue précédemment des anciennes communes de Brantôme et Saint-Julien-de-Bourdeilles) - Cantillac - Eyvirat - La Gonterie-Boulouneix - Saint-Crépin-de-Richemont - Sencenac-Puy-de-Fourches - Valeuil                               | oui | 31 octobre 2018                                   | 1er janvier 2019 |
| Dordogne              | 6  | Coly-Saint-Amand                        | 24364            | Saint-Amand-de-Coly                       | 610              | 2                  | Coly - Saint-Amand-de-Coly | oui | 21 septembre 2018                                 | 1er janvier 2019 |
| Dordogne              | 6  | Eyraud-Crempse-Maurens                  | 24259            | Maurens                                   | 1 596            | 4                  | Maurens - Laveyssière - Saint-Jean-d'Eyraud - Saint-Julien-de-Crempse | oui | 21 septembre 2018                                 | 1er janvier 2019 |
| Dordogne              | 6  | Les Eyzies                              | 24172            | Les Eyzies-de-Tayac-Sireuil               | 1 091            | 3                  | Les Eyzies-de-Tayac-Sireuil - Manaurie - Saint-Cirq | oui | 11 octobre 2018                                   | 1er janvier 2019 |
| Dordogne              | 6  | Saint-Julien-Innocence-Eulalie          | 24423            | Sainte-Innocence                          | 289              | 3                  | Sainte-Eulalie-d'Eymet - Sainte-Innocence - Saint-Julien-d'Eymet | oui | 21 septembre 2018                                 | 1er janvier 2019 |
| Dordogne              | 6  | Sigoulès-et-Flaugeac                    | 24534            | Sigoulès                                  | 1 277            | 2                  | Flaugeac - Sigoulès | non | 6 novembre 2018                                   | 1er janvier 2019 |
| Doubs                 | 3  | Fontain                                 | 25245            | Fontain                                   | 1 283            | 2                  | Arguel - Fontain | non | 11 décembre 2018                                  | 1er janvier 2019 |
| Doubs                 | 3  | Pays-de-Clerval                         | 25156            | Pays de Clerval                           | 1 239            | 2                  | Chaux-lès-Clerval - Pays de Clerval | oui | 17 décembre 2018                                  | 1er janvier 2019 |
| Doubs                 | 3  | Tarcenay-Foucherans                     | 25558            | Tarcenay                                  | 1 480            | 2                  | Foucherans - Tarcenay | non | 26 septembre 2018                                 | 1er janvier 2019 |
| Drôme                 | 2  | Valherbasse                             | 26210            | Montrigaud                                | 997              | 3                  | Miribel - Montrigaud - Saint-Bonnet-de-Valclérieux | oui | 28 août 2018                                      | 1er janvier 2019 |
| Drôme                 | 2  | Châtillon-en-Diois                      | 26086            | Châtillon-en-Diois                        | 669              | 2                  | Châtillon-en-Diois - Treschenu-Creyers | oui | 21 novembre 2018                                  | 1er janvier 2019 |
| Eure                  | 6  | Frenelles-en-Vexin                      | 27070            | Boisemont                                 | 1 733            | 3                  | Boisemont - Corny - Fresne-l'Archevêque | oui | 27 novembre 2018                                  | 1er janvier 2019 |
| Eure                  | 6  | Le Mesnil-Saint-Jean                    | 27541            | Saint-Georges-du-Mesnil                   | 199              | 2                  | Saint-Georges-du-Mesnil - Saint-Jean-de-la-Léqueraye | non | 25 septembre 2018                                 | 1er janvier 2019 |
| Eure                  | 6  | Mesnils-sur-Iton                        | 27198            | Mesnils-sur-Iton (Damville)               | 6 370            | 4                  | Buis-sur-Damville - Grandvilliers - Mesnils-sur-Iton - Roman | oui | 20 novembre 2018                                  | 1er janvier 2019 |
| Eure                  | 6  | Le Perrey                               | 27263            | Fourmetot                                 | 1 234            | 3                  | Fourmetot - Saint-Ouen-des-Champs - Saint-Thurien | oui | 21 décembre 2018                                  | 1er janvier 2019 |
| Eure                  | 6  | Treis-Sants-en-Ouche                    | 27516            | Saint-Aubin-le-Vertueux                   | 1 469            | 3                  | Saint-Aubin-le-Vertueux - Saint-Clair-d'Arcey - Saint-Quentin-des-Isles | oui | 25 septembre 2018                                 | 1er janvier 2019 |
| Eure                  | 6  | La Vieille-Lyre                         | 27685            | La Vieille-Lyre                           | 664              | 2                  | Champignolles - La Vieille-Lyre | oui | 7 décembre 2018                                   | 1er janvier 2019 |
| Eure-et-Loir          | 6  | Arcisses                                | 28236            | Margon                                    | 2 303            | 3                  | Brunelles - Coudreceau - Margon | oui | 14 novembre 2018                                  | 1er janvier 2019 |
| Eure-et-Loir          | 6  | Authon-du-Perche                        | 28018            | Authon-du-Perche                          | 1 525            | 2                  | Authon-du-Perche - Soizé | oui | 30 avril 2018                                     | 1er janvier 2019 |
| Eure-et-Loir          | 6  | Éole-en-Beauce                          | 28406            | Viabon                                    | 1 247            | 2                  | Éole-en-Beauce (issue précédemment des anciennes communes de Baignolet, Fains-la-Folie, Germignonville et Viabon) - Villeau | oui (5) | 30 octobre 2018                                   | 1er janvier 2019 |
| Eure-et-Loir          | 6  | Janville-en-Beauce                      | 28199            | Janville                                  | 2 569            | 3                  | Allaines-Mervilliers - Janville - Le Puiset | oui | 19 décembre 2018                                  | 1er janvier 2019 |
| Eure-et-Loir          | 6  | Saint-Denis-Lanneray                    | 28334            | Saint-Denis-les-Ponts                     | 2 274            | 2                  | Lanneray - Saint-Denis-les-Ponts | non | 31 juillet 2018                                   | 1er janvier 2019 |
| Eure-et-Loir          | 6  | Saintigny                               | 28331            | Saint-Denis-d'Authou                      | 998              | 2                  | Frétigny - Saint-Denis-d'Authou | oui | 19 décembre 2018                                  | 1er janvier 2019 |
| Finistère             | 2  | Plouigneau                              | 29199            | Plouigneau                                | 5 074            | 2                  | Plouigneau - Le Ponthou | oui | 28 août 2018                                      | 1er janvier 2019 |
| Finistère             | 2  | Poullaouen                              | 29227            | Poullaouen                                | 1 533            | 2                  | Locmaria-Berrien - Poullaouen | oui | 1er décembre 2018                                 | 1er janvier 2019 |
| Gard                  | 2  | Bréau-Mars                              | 30052            | Bréau-et-Salagosse                        | 599              | 2                  | Bréau-et-Salagosse - Mars | non | 13 septembre 2018                                 | 1er janvier 2019 |
| Gard                  | 2  | Val-d'Aigoual                           | 30339            | Valleraugue                               | 1 468            | 2                  | Notre-Dame-de-la-Rouvière - Valleraugue | non | 26 septembre 2018                                 | 1er janvier 2019 |
| Haute-Garonne         | 1  | Saint-Béat-Lez                          | 31471            | Saint-Béat                                | 436              | 2                  | Lez - Saint-Béat | oui (Lez) | 30 avril 2018                                     | 1er janvier 2019 |
| Gers                  | 1  | Riscle                                  | 32344            | Riscle                                    | 1 774            | 2                  | Cannet - Riscle | oui | 21 décembre 2018                                  | 1er janvier 2019 |
| Gironde               | 3  | Blaignan-Prignac                        | 33055            | Blaignan                                  | 467              | 2                  | Blaignan - Prignac-en-Médoc | non | 1er octobre 2018                                  | 1er janvier 2019 |
| Gironde               | 3  | Porte-de-Benauge                        | 33008            | Arbis                                     | 513              | 2                  | Arbis - Cantois | non | 28 septembre 2018                                 | 1er janvier 2019 |
| Gironde               | 3  | Val-de-Livenne                          | 33380            | Saint-Caprais-de-Blaye                    | 1 733            | 2                  | Marcillac - Saint-Caprais-de-Blaye | oui | 1er octobre 2018                                  | 1er janvier 2019 |
| Hérault               | 1  | Entre-Vignes                            | 34246            | Saint-Christol                            | 2 117            | 2                  | Saint-Christol - Vérargues | oui | 13 décembre 2018                                  | 1er janvier 2019 |
| Ille-et-Vilaine       | 7  | Luitré-Dompierre                        | 35163            | Luitré                                    | 1 880            | 2                  | Dompierre-du-Chemin - Luitré | oui | 17 octobre 2018                                   | 1er janvier 2019 |
| Ille-et-Vilaine       | 7  | Mesnil-Roc'h                            | 35308            | Saint-Pierre-de-Plesguen                  | 4 241            | 3                  | Lanhélin - Saint-Pierre-de-Plesguen - Tressé | oui | 11 décembre 2018                                  | 1er janvier 2019 |
| Ille-et-Vilaine       | 7  | Montauban-de-Bretagne                   | 35184            | Montauban-de-Bretagne                     | 5 652            | 2                  | Montauban-de-Bretagne - Saint-M'Hervon | oui | 11 décembre 2018                                  | 1er janvier 2019 |
| Ille-et-Vilaine       | 7  | Piré-Chancé                             | 35220            | Piré-sur-Seiche                           | 2 825            | 2                  | Chancé - Piré-sur-Seiche | oui | 11 décembre 2018                                  | 1er janvier 2019 |
| Ille-et-Vilaine       | 7  | Rives-du-Couesnon                       | 35282            | Saint-Jean-sur-Couesnon                   | 2 812            | 4                  | Saint-Georges-de-Chesné - Saint-Jean-sur-Couesnon - Saint-Marc-sur-Couesnon - Vendel | oui | 17 octobre 2018                                   | 1er janvier 2019 |
| Ille-et-Vilaine       | 7  | Saint-Marc-le-Blanc                     | 35292            | Saint-Marc-le-Blanc                       | 1 673            | 2                  | Baillé - Saint-Marc-le-Blanc | oui | 17 octobre 2018                                   | 1er janvier 2019 |
| Ille-et-Vilaine       | 7  | Val-Couesnon                            | 35004            | Antrain                                   | 4 246            | 4                  | Antrain - La Fontenelle - Saint-Ouen-la-Rouërie - Tremblay | oui | 28 septembre 2018                                 | 1er janvier 2019 |
| Indre                 | 2  | Levroux                                 | 36093            | Levroux                                   | 3 017            | 2                  | Levroux (issue précédemment des anciennes communes de Levroux et Saint-Martin-de-Lamps) - Saint-Pierre-de-Lamps | oui (2) | 24 août 2018                                      | 1er janvier 2019 |
| Indre                 | 2  | Villentrois-Faverolles-en-Berry         | 36244            | Villentrois                               | 940              | 2                  | Faverolles-en-Berry - Villentrois | oui | 7 décembre 2018                                   | 1er janvier 2019 |
| Isère                 | 6  | Chantepérier                            | 38073            | Chantelouve                               | 217              | 2                  | Chantelouve - Le Périer | oui | 18 décembre 2018                                  | 1er janvier 2019 |
| Isère                 | 6  | Le Haut-Bréda                           | 38163            | La Ferrière                               | 409              | 2                  | La Ferrière - Pinsot | oui | 18 décembre 2018                                  | 1er janvier 2019 |
| Isère                 | 6  | Ornacieux-Balbins                       | 38284            | Ornacieux                                 | 848              | 2                  | Balbins - Ornacieux | oui | 26 septembre 2018                                 | 1er janvier 2019 |
| Isère                 | 6  | Plateau-des-Petites-Roches              | 38395            | Saint-Hilaire                             | 2 413            | 3                  | Saint-Bernard - Saint-Hilaire - Saint-Pancrasse | oui | 18 décembre 2018                                  | 1er janvier 2019 |
| Isère                 | 6  | Porte-des-Bonnevaux                     | 38479            | Semons                                    | 1 979            | 4                  | Arzay - Commelle - Nantoin - Semons | oui | 12 novembre 2018                                  | 1er janvier 2019 |
| Isère                 | 6  | Val-de-Virieu                           | 38560            | Virieu                                    | 1 558            | 2                  | Panissage - Virieu | non | 11 octobre 2018                                   | 1er janvier 2019 |
| Jura                  | 9  | Beaufort-Orbagna                        | 39043            | Beaufort                                  | 1 342            | 2                  | Beaufort - Orbagna | non | 14 décembre 2018                                  | 1er janvier 2019 |
| Jura                  | 9  | Chassal-Molinges                        | 39339            | Molinges                                  | 1 127            | 2                  | Chassal - Molinges | non | 11 décembre 2018                                  | 1er janvier 2019 |
| Jura                  | 9  | Dampierre                               | 39190            | Dampierre                                 | 1 255            | 2                  | Dampierre - Le Petit-Mercey | oui | 20 décembre 2018                                  | 1er janvier 2019 |
| Jura                  | 9  | Domblans                                | 39199            | Domblans                                  | 1 192            | 2                  | Bréry - Domblans | oui (Bréry) | 12 décembre 2018                                  | 1er janvier 2019 |
| Jura                  | 9  | Grande-Rivière Château                  | 39258            | Grande-Rivière                            | 634              | 2                  | Château-des-Prés - Grande-Rivière | oui | 13 décembre 2018                                  | 1er janvier 2019 |
| Jura                  | 9  | Lavans-lès-Saint-Claude                 | 39286            | Lavans-lès-Saint-Claude                   | 2 540            | 2                  | Lavans-lès-Saint-Claude (issue précédemment des anciennes communes de Lavans-lès-Saint-Claude et Ponthoux) - Pratz | oui (3) | 16 octobre 2018                                   | 1er janvier 2019 |
| Jura                  | 9  | Les Trois-Châteaux                      | 39378            | Les Trois Châteaux (Nanc-lès-Saint-Amour) | 772              | 2                  | Saint-Jean-d'Étreux - Les Trois Châteaux (issue précédemment des anciennes communes de L'Aubépin, Chazelles et Nanc-lès-Saint-Amour) | non | 22 novembre 2018                                  | 1er janvier 2019 |
| Jura                  | 9  | Nanchez                                 | 39130            | Nanchez                                   | 794              | 3                  | Nanchez (issue précédemment des anciennes communes de Chaux-des-Prés et Prénovel) - Les Piards - Villard-sur-Bienne | oui (3) | 27 décembre 2018                                  | 1er janvier 2019 |
| Jura                  | 9  | Saint-Hymetière-sur-Valouse             | 39137            | Chemilla                                  | 433              | 4                  | Cézia - Chemilla - Lavans-sur-Valouse - Saint-Hymetière | non | 11 décembre 2018                                  | 1er janvier 2019 |
| Landes                | 1  | Morcenx-la-Nouvelle                     | 40197            | Morcenx                                   | 5 106            | 4                  | Arjuzanx - Garrosse - Morcenx - Sindères | oui (3) | 16 novembre 2018                                  | 1er janvier 2019 |
| Loir-et-Cher          | 2  | Le Controis-en-Sologne                  | 41059            | Contres                                   | 6 930            | 5                  | Contres - Feings - Fougères-sur-Bièvre - Ouchamps - Thenay | oui | 26 novembre 2018                                  | 1er janvier 2019 |
| Loir-et-Cher          | 2  | Vallée-de-Ronsard                       | 41070            | Couture-sur-Loir                          | 526              | 2                  | Couture-sur-Loir - Tréhet | oui | 29 novembre 2018                                  | 1er janvier 2019 |
| Loire                 | 2  | Vêtre-sur-Anzon                         | 42245            | Saint-Julien-la-Vêtre                     | 547              | 2                  | Saint-Julien-la-Vêtre - Saint-Thurin | oui | 23 octobre 2018                                   | 1er janvier 2019 |
| Loire                 | 2  | Vézelin-sur-Loire                       | 42268            | Saint-Paul-de-Vézelin                     | 774              | 3                  | Amions - Dancé - Saint-Paul-de-Vézelin | oui | 20 juin 2018                                      | 1er janvier 2019 |
| Loire-Atlantique      | 1  | Ancenis-Saint-Géréon                    | 44003            | Ancenis                                   | 10 884           | 2                  | Ancenis - Saint-Géréon | non | 26 septembre 2018                                 | 1er janvier 2019 |
| Loiret                | 1  | La Selle-sur-le-Bied                    | 45307            | La Selle-sur-le-Bied                      | 1 117            | 2                  | Saint-Loup-de-Gonois - La Selle-sur-le-Bied | non | 26 février 2019                                   | 1er mars 2019    |
| Lot                   | 4  | Barguelonne-en-Quercy                   | 46263            | Saint-Daunès                              | 682              | 3                  | Bagat-en-Quercy - Saint-Daunès - Saint-Pantaléon | oui | 28 septembre 2018                                 | 1er janvier 2019 |
| Lot                   | 4  | Cressensac-Sarrazac                     | 46083            | Cressensac                                | 1 144            | 2                  | Cressensac - Sarrazac | oui | 31 juillet 2018                                   | 1er janvier 2019 |
| Lot                   | 4  | Le Vignon-en-Quercy                     | 46232            | Les Quatre-Routes-du-Lot                  | 1 039            | 2                  | Cazillac - Les Quatre-Routes-du-Lot | oui | 14 décembre 2018                                  | 1er janvier 2019 |
| Lot                   | 4  | Porte-du-Quercy                         | 46033            | Le Boulvé                                 | 584              | 4                  | Le Boulvé - Fargues - Saint-Matré - Saux | oui | 28 septembre 2018                                 | 1er janvier 2019 |
| Lozère                | 3  | Bel-Air-Val-d'Ance                      | 48038            | Chambon-le-Château                        | 518              | 2                  | Chambon-le-Château - Saint-Symphorien | oui | 28 septembre 2018                                 | 1er janvier 2019 |
| Lozère                | 3  | Lachamp-Ribennes                        | 48126            | Ribennes                                  | 338              | 2                  | Lachamp - Ribennes | oui | 28 septembre 2018                                 | 1er janvier 2019 |
| Lozère                | 3  | Monts-de-Randon                         | 48127            | Rieutort-de-Randon                        | 1 307            | 5                  | Estables - Rieutort-de-Randon - Saint-Amans - Servières - La Villedieu | oui | 28 novembre 2018                                  | 1er janvier 2019 |
| Maine-et-Loire        | 5  | Bellevigne-les-Châteaux                 | 49060            | Chacé                                     | 3 655            | 3                  | Brézé - Chacé - Saint-Cyr-en-Bourg | oui | 20 septembre 2018                                 | 1er janvier 2019 |
| Maine-et-Loire        | 5  | Huillé-Lézigné                          | 49174            | Lézigné                                   | 1 321            | 2                  | Huillé - Lézigné | oui | 5 décembre 2018                                   | 1er janvier 2019 |
| Maine-et-Loire        | 5  | Les Hauts-d'Anjou                       | 49080            | Châteauneuf-sur-Sarthe                    | 8 703            | 2                  | Châteauneuf-sur-Sarthe - Les Hauts d'Anjou (issue précédemment des anciennes communes de Brissarthe, Champigné, Cherré, Contigné, Marigné, Querré et Sœurdres)                                                                                            | oui (8) | 23 novembre 2018                                  | 1er janvier 2019 |
| Maine-et-Loire        | 5  | Rives-du-Loir-en-Anjou                  | 49377            | Villevêque                                | 5 451            | 2                  | Soucelles - Villevêque | oui | 8 novembre 2018                                   | 1er janvier 2019 |
| Maine-et-Loire        | 5  | Saint-Léger-de-Linières                 | 49298            | Saint-Léger-des-Bois                      | 3 550            | 2                  | Saint-Jean-de-Linières - Saint-Léger-des-Bois | oui | 20 septembre 2018                                 | 1er janvier 2019 |
| Manche                | 11 | Avranches                               | 50025            | Avranches                                 | 10 191           | 2                  | Avranches - Saint-Martin-des-Champs | oui (Saint-Martin-des-Champs)                                                                                      | 19 octobre 2018                                   | 1er janvier 2019 |
| Manche                | 11 | Bourgvallées                            | 50546            | Bourgvallées                              | 3 181            | 3                  | Bourgvallées (issue précédemment des anciennes communes de Gourfaleur, La Mancellière-sur-Vire, Saint-Romphaire et Saint-Samson-de-Bonfossé) - Le Mesnil-Herman - Soulles                                                                                 | oui (6) | 14 décembre 2018                                  | 1er janvier 2019 |
| Manche                | 11 | Carentan-les-Marais                     | 50099            | Carentan                                  | 10 217           | 6                  | Brucheville - Carentan les Marais (issue précédemment des anciennes communes d'Angoville-au-Plain, Brévands, Carentan, Houesville, Saint-Côme-du-Mont, Saint-Pellerin et des Veys) - Catz - Montmartin-en-Graignes - Saint-Hilaire-Petitville - Vierville | oui (12) | 6 décembre 2018                                   | 1er janvier 2019 |
| Manche                | 11 | Gavray-sur-Sienne                       | 50197            | Gavray                                    | 1 993            | 4                  | Gavray - Le Mesnil-Amand - Le Mesnil-Rogues - Sourdeval-les-Bois | oui | 12 décembre 2018                                  | 1er janvier 2019 |
| Manche                | 11 | Gouville-sur-Mer                        | 50215            | Gouville-sur-Mer                          | 3 113            | 4                  | Anneville-sur-Mer - Gouville-sur-Mer (déjà issue, le 1er janvier 2016 du regroupement de Boisroger et de Gouville-sur-Mer) - Montsurvent - Servigny | oui (5) | 3 décembre 2018                                   | 1er janvier 2019 |
| Manche                | 11 | Port-Bail-sur-Mer                       | 50412            | Portbail                                  | 2 689            | 3                  | Denneville - Portbail - Saint-Lô-d'Ourville | oui | 20 décembre 2018                                  | 1er janvier 2019 |
| Manche                | 11 | Quettehou                               | 50417            | Quettehou                                 | 1 785            | 2                  | Morsalines - Quettehou | non | 20 décembre 2018                                  | 1er janvier 2019 |
| Manche                | 11 | Quettreville-sur-Sienne                 | 50419            | Quettreville-sur-Sienne                   | 3 199            | 5                  | Contrières - Guéhébert - Hérenguerville - Quettreville-sur-Sienne (issue précédemment des anciennes communes de Quettreville-sur-Sienne et Hyenville) - Trelly                                                                                            | oui (6) | 11 septembre 2018                                 | 1er janvier 2019 |
| Manche                | 11 | Saint-Sauveur-Villages                  | 50550            | Saint-Sauveur-Lendelin                    | 3 529            | 7                  | Ancteville - La Ronde-Haye - Le Mesnilbus - Saint-Aubin-du-Perron - Saint-Michel-de-la-Pierre - Saint-Sauveur-Lendelin - Vaudrimesnil | oui | 26 décembre 2018                                  | 1er janvier 2019 |
| Manche                | 11 | Sainte-Mère-Église                      | 50523            | Sainte-Mère-Église (commune déléguée)     | 3 141            | 3                  | Carquebut - Ravenoville - Sainte-Mère-Église (issue précédemment des anciennes communes de Beuzeville-au-Plain, Chef-du-Pont, Écoquenéauville, Foucarville et Sainte-Mère-Église (commune déléguée))                                                      | oui (7) | 27 décembre 2018                                  | 1er janvier 2019 |
| Manche                | 11 | Tirepied-sur-Sée                        | 50597            | Tirepied                                  | 920              | 2                  | La Gohannière - Tirepied | non | 27 septembre 2018                                 | 1er janvier 2019 |
| Haute-Marne           | 1  | Bourmont-entre-Meuse-et-Mouzon          | 52064            | Bourmont                                  | 857              | 2                  | Bourmont-entre-Meuse-et-Mouzon (issue précédemment des anciennes communes de Bourmont et Nijon) - Goncourt | oui (3) | 18 septembre 2018                                 | 1er janvier 2019 |
| Mayenne               | 6  | Bierné-les-Villages                     | 53029            | Bierné                                    | 1 264            | 4                  | Argenton-Notre-Dame - Bierné - Saint-Laurent-des-Mortiers - Saint-Michel-de-Feins | oui | 14 novembre 2018                                  | 1er janvier 2019 |
| Mayenne               | 6  | Château-Gontier-sur-Mayenne             | 53062            | Château-Gontier                           | 16 157           | 3                  | Azé - Château-Gontier - Saint-Fort | oui | 14 novembre 2018                                  | 1er janvier 2019 |
| Mayenne               | 6  | Évron                                   | 53097            | Évron                                     | 8 846            | 3                  | Châtres-la-Forêt - Évron - Saint-Christophe-du-Luat | oui | 14 novembre 2018                                  | 1er janvier 2019 |
| Mayenne               | 6  | Gennes-Longuefuye                       | 53104            | Gennes-sur-Glaize                         | 1 323            | 2                  | Gennes-sur-Glaize - Longuefuye | oui | 14 novembre 2018                                  | 1er janvier 2019 |
| Mayenne               | 6  | Montsûrs                                | 53161            | Montsûrs                                  | 3 314            | 4                  | Deux-Évailles - Montourtier - Montsûrs-Saint-Céneré (issue précédemment des anciennes communes de Montsûrs et Saint-Céneré) - Saint-Ouën-des-Vallons | oui (5) | 12 décembre 2018                                  | 1er janvier 2019 |
| Mayenne               | 6  | La Roche-Neuville                       | 53136            | Loigné-sur-Mayenne                        | 1 165            | 2                  | Loigné-sur-Mayenne - Saint-Sulpice | oui | 14 novembre 2018                                  | 1er janvier 2019 |
| Meurthe-et-Moselle    | 1  | Bois-de-Haye                            | 54557            | Velaine-en-Haye                           | 2 183            | 2                  | Sexey-les-Bois - Velaine-en-Haye | oui | 2 novembre 2018                                   | 1er janvier 2019 |
| Meuse                 | 2  | Douaumont-Vaux                          | 55537            | Vaux-devant-Damloup                       | 82               | 2                  | Douaumont - Vaux-devant-Damloup | oui | 19 décembre 2018                                  | 1er janvier 2019 |
| Meuse                 | 2  | Demange-Baudignécourt                   | 55150            | Demange-aux-Eaux                          | 574              | 2                  | Baudignécourt - Demange-aux-Eaux | oui (1) | 19 décembre 2018                                  | 1er janvier 2019 |
| Morbihan              | 3  | Forges de Lanouée                       | 56102            | Lanouée                                   | 2 230            | 2                  | Les Forges - Lanouée | oui | 27 décembre 2018                                  | 1er janvier 2019 |
| Morbihan              | 3  | Ploërmel                                | 56165            | Ploërmel                                  | 9 962            | 2                  | Monterrein - Ploërmel | non | 21 décembre 2018                                  | 1er janvier 2019 |
| Morbihan              | 3  | Pluméliau-Bieuzy                        | 56173            | Pluméliau                                 | 4 415            | 2                  | Bieuzy - Pluméliau | non | 28 novembre 2018                                  | 1er janvier 2019 |
| Moselle               | 2  | Manderen-Ritzing                        | 57439            | Manderen                                  | 589              | 2                  | Manderen - Ritzing | non | 20 novembre 2018                                  | 1er janvier 2019 |
| Moselle               | 2  | Rezonville-Vionville                    | 57578            | Rezonville                                | 508              | 2                  | Rezonville - Vionville | oui | 30 novembre 2018                                  | 1er janvier 2019 |
| Oise                  | 5  | La Corne en Vexin                       | 60209            | Énencourt-le-Sec                          | 531              | 3                  | Boissy-le-Bois - Énencourt-le-Sec - Hardivillers-en-Vexin | oui | 28 septembre 2018                                 | 1er janvier 2019 |
| Oise                  | 5  | Formerie                                | 60245            | Formerie                                  | 2 162            | 2                  | Boutavent - Formerie | oui | 28 septembre 2018                                 | 1er janvier 2019 |
| Oise                  | 5  | Les Hauts Talican                       | 60054            | Beaumont-les-Nonains                      | 887              | 3                  | Beaumont-les-Nonains - La Neuville-Garnier - Villotran | oui | 28 septembre 2018                                 | 1er janvier 2019 |
| Oise                  | 5  | Montchevreuil                           | 60256            | Fresneaux-Montchevreuil                   | 1 248            | 2                  | Bachivillers - Fresneaux-Montchevreuil | oui | 26 décembre 2018                                  | 1er janvier 2019 |
| Oise                  | 5  | Villers-Saint-Frambourg-Ognon           | 60682            | Villers-Saint-Frambourg                   | 714              | 2                  | Ognon - Villers-Saint-Frambourg | non | 28 septembre 2018                                 | 1er janvier 2019 |
| Orne                  | 2  | Mortrée                                 | 61294            | Mortrée                                   | 1 213            | 2                  | Mortrée - Saint-Hilaire-la-Gérard | oui | 28 octobre 2018                                   | 1er janvier 2019 |
| Orne                  | 2  | L'Orée-d'Écouves                        | 61228            | Livaie                                    | 710              | 4                  | Fontenai-les-Louvets - Livaie - Longuenoë - Saint-Didier-sous-Écouves | oui | 10 juillet 2018                                   | 1er janvier 2019 |
| Pas-de-Calais         | 1  | Bonnières                               | 62154            | Bonnières                                 | 683              | 2                  | Bonnières - Canteleux | non | 25 septembre 2018                                 | 1er janvier 2019 |
| Puy-de-Dôme           | 3  | Mur-sur-Allier                          | 63226            | Mezel                                     | 3 392            | 2                  | Dallet - Mezel | oui | 26 octobre 2018                                   | 1er janvier 2019 |
| Puy-de-Dôme           | 3  | Saint-Diéry                             | 63335            | Saint-Diéry                               | 466              | 2                  | Creste - Saint-Diéry | non | 7 décembre 2018                                   | 1er janvier 2019 |
| Puy-de-Dôme           | 3  | Le Vernet-Chaméane                      | 63448            | Le Vernet-la-Varenne                      | 915              | 2                  | Chaméane - Le Vernet-la-Varenne | oui | 23 novembre 2018                                  | 1er janvier 2019 |
| Hautes-Pyrénées       | 1  | Beyrède-Jumet-Camous                    | 65092            | Beyrède-Jumet                             | 212              | 2                  | Beyrède-Jumet - Camous | oui | 23 novembre 2018                                  | 1er janvier 2019 |
| Bas-Rhin              | 2  | Rountzenheim-Auenheim                   | 67418            | Rountzenheim                              | 1 967            | 2                  | Auenheim - Rountzenheim | oui | 17 septembre 2018                                 | 1er janvier 2019 |
| Bas-Rhin              | 2  | Val-de-Moder                            | 67372            | Val de Moder                              | 5 119            | 2                  | Ringeldorf - Val de Moder (issue précédemment des anciennes communes de Pfaffenhoffen, La Walck et Uberach) | oui (4) | 19 décembre 2018                                  | 1er janvier 2019 |
| Rhône                 | 4  | Belleville-en-Beaujolais                | 69019            | Belleville                                | 12 588           | 2                  | Belleville - Saint-Jean-d'Ardières | oui | 2 novembre 2018                                   | 1er janvier 2019 |
| Rhône                 | 4  | Deux-Grosnes                            | 69135            | Monsols                                   | 1 897            | 7                  | Avenas - Monsols - Ouroux, Saint-Christophe - Saint-Jacques-des-Arrêts - Saint-Mamert - Trades | oui | 29 octobre 2018                                   | 1er janvier 2019 |
| Rhône                 | 4  | Porte des Pierres Dorées                | 69159            | Pouilly-le-Monial                         | 3 657            | 2                  | Jarnioux - Porte des Pierres Dorées (issue précédemment des anciennes communes de Liergues et Pouilly-le-Monial) | oui (3) | 28 septembre 2018                                 | 1er janvier 2019 |
| Rhône                 | 4  | Vindry-sur-Turdine                      | 69157            | Pontcharra-sur-Turdine                    | 4 994            | 4                  | Dareizé - Les Olmes - Pontcharra-sur-Turdine - Saint-Loup | oui | 19 décembre 2018                                  | 1er janvier 2019 |
| Haute-Saône           | 3  | Fougerolles-Saint-Valbert               | 70245            | Fougerolles                               | 3 915            | 2                  | Fougerolles - Saint-Valbert | oui (Saint-Valbert)                                                                                                | 25 septembre 2018                                 | 1er janvier 2019 |
| Haute-Saône           | 3  | Héricourt                               | 70285            | Héricourt                                 | 10 641           | 2                  | Héricourt - Tavey | oui (Bussurel, jusque là commune associée d’Héricourt, et Tavey)                                                   | 19 octobre 2018                                   | 1er janvier 2019 |
| Haute-Saône           | 3  | Seveux-Motey                            | 70491            | Seveux                                    | 479              | 2                  | Motey-sur-Saône - Seveux | non | 19 décembre 2018                                  | 1er janvier 2019 |
| Saône-et-Loire        | 1  | Navour-sur-Grosne                       | 71134            | Clermain                                  | 635              | 3                  | Brandon - Clermain - Montagny-sur-Grosne | oui | 13 novembre 2018                                  | 1er janvier 2019 |
| Sarthe                | 5  | Bernay-Neuvy-en-Champagne               | 72219            | Neuvy-en-Champagne                        | 867              | 2                  | Bernay-en-Champagne - Neuvy-en-Champagne | non | 26 septembre 2018                                 | 1er janvier 2019 |
| Sarthe                | 5  | Cherré-Au                               | 72080            | Cherré                                    | 2 669            | 2                  | Cherré - Cherreau | oui | 13 septembre 2018                                 | 1er janvier 2019 |
| Sarthe                | 5  | Fresnay-sur-Sarthe                      | 72138            | Fresnay-sur-Sarthe                        | 3 068            | 3                  | Coulombiers - Fresnay-sur-Sarthe - Saint-Germain-sur-Sarthe | oui | 30 novembre 2018                                  | 1er janvier 2019 |
| Sarthe                | 5  | Marolles-les-Braults                    | 72189            | Marolles-les-Braults                      | 2 207            | 2                  | Dissé-sous-Ballon - Marolles-les-Braults | non | 18 septembre 2018                                 | 1er janvier 2019 |
| Sarthe                | 5  | Val-d'Étangson                          | 72128            | Évaillé                                   | 525              | 2                  | Évaillé - Sainte-Osmane | oui | 13 septembre 2018,                                | 1er janvier 2019 |
| Savoie                | 8  | Les Belleville                          | 73257            | Saint-Martin-de-Belleville                | 3 510            | 2                  | Les Belleville (issue précédemment des anciennes communes de Saint-Martin-de-Belleville et Villarlurin) - Saint-Jean-de-Belleville | oui (3) | 28 septembre 2018                                 | 1er janvier 2019 |
| Savoie                | 8  | Grand-Aigueblanche                      | 73003            | Aigueblanche                              | 3 783            | 3                  | Aigueblanche - Le Bois - Saint-Oyen | oui | 7 novembre 2018                                   | 1er janvier 2019 |
| Savoie                | 8  | Porte-de-Savoie                         | 73151            | Les Marches                               | 3 568            | 2                  | Francin - Les Marches | oui | 26 septembre 2018                                 | 1er janvier 2019 |
| Savoie                | 8  | Saint-Genix-les-Villages                | 73236            | Saint-Genix-sur-Guiers                    | 2 985            | 3                  | Gresin - Saint-Genix-sur-Guiers - Saint-Maurice-de-Rotherens | oui | 23 octobre 2018                                   | 1er janvier 2019 |
| Savoie                | 8  | La Tour-en-Maurienne                    | 73135            | Hermillon                                 | 1 079            | 3                  | Le Châtel - Hermillon - Pontamafrey-Montpascal | oui | 31 octobre 2018                                   | 1er janvier 2019 |
| Savoie                | 8  | La Léchère                              | 73187            | La Léchère                                | 2 502            | 3                  | Bonneval - Feissons-sur-Isère - La Léchère | oui (8 dont Celliers, Doucy, Naves, Notre-Dame-de-Briançon, Petit-Cœur et Pussy, communes associées de La Léchère) | 15 novembre 2018                                  | 1er janvier 2019 |
| Savoie                | 8  | Val-d'Arc                               | 73212            | Randens                                   | 1 982            | 2                  | Aiguebelle - Randens | oui | 17 décembre 2018                                  | 1er janvier 2019 |
| Savoie                | 8  | Valgelon-La Rochette                    | 73215            | La Rochette                               | 4 082            | 2                  | Étable - La Rochette | oui | 20 décembre 2018                                  | 1er janvier 2019 |
| Haute-Savoie          | 2  | Glières-Val-de-Borne                    | 74212            | Le Petit-Bornand-les-Glières              | 1 782            | 2                  | Entremont - Le Petit-Bornand-les-Glières | non | 27 juin 2018                                      | 1er janvier 2019 |
| Haute-Savoie          | 2  | Vallières-sur-Fier                      | 74289            | Vallières                                 | 2 447            | 2                  | Val-de-Fier - Vallières | non | 7 mai 2018                                        | 1er janvier 2019 |
| Seine-Maritime        | 2  | Les Hauts-de-Caux                       | 76041            | Autretot                                  | 1 457            | 2                  | Autretot - Veauville-lès-Baons | oui | 19 décembre 2018                                  | 1er janvier 2019 |
| Seine-Maritime        | 2  | Val-de-Scie                             | 76034            | Auffay                                    | 2 592            | 3                  | Auffay - Cressy - Sévis | oui | 28 septembre 2018                                 | 1er janvier 2019 |
| Seine-et-Marne        | 3  | Beautheil-Saints                        | 77433            | Saints                                    | 2 143            | 2                  | Beautheil - Saints | non | 3 juillet 2018                                    | 1er janvier 2019 |
| Seine-et-Marne        | 3  | Chenoise-Cucharmoy                      | 77109            | Chenoise                                  | 1 601            | 2                  | Chenoise - Cucharmoy | non | 29 octobre 2018                                   | 1er janvier 2019 |
| Seine-et-Marne        | 3  | Villemaréchal                           | 77504            | Villemaréchal                             | 1 115            | 2                  | Saint-Ange-le-Viel - Villemaréchal | oui | 19 décembre 2018                                  | 1er janvier 2019 |
| Yvelines              | 3  | Notre-Dame-de-la-Mer                    | 78320            | Jeufosse                                  | 659              | 2                  | Jeufosse - Port-Villez | non | 27 septembre 2018                                 | 1er janvier 2019 |
| Yvelines              | 3  | Le Chesnay-Rocquencourt                 | 78158            | Le Chesnay                                | 31 686           | 2                  | Le Chesnay - Rocquencourt | oui | 29 novembre 2018                                  | 1er janvier 2019 |
| Yvelines              | 3  | Saint-Germain-en-Laye                   | 78551            | Saint-Germain-en-Laye                     | 43 976           | 2                  | Fourqueux - Saint-Germain-en-Laye | oui | 19 décembre 2018                                  | 1er janvier 2019 |
| Deux-Sèvres           | 17 | Aigondigné                              | 79185            | Mougon                                    | 4 780            | 3                  | Aigonnay - Mougon-Thorigné (issue précédemment des anciennes communes de Mougon et Thorigné) - Sainte-Blandine | oui (4) | 13 novembre 2018                                  | 1er janvier 2019 |
| Deux-Sèvres           | 17 | Airvault                                | 79005            | Airvault                                  | 3 315            | 2                  | Airvault - Tessonnière | oui (4 avec les communes associées de Borcq-sur-Airvault et Soulièvres)                                            | 6 décembre 2018                                   | 1er janvier 2019 |
| Deux-Sèvres           | 17 | Beugnon-Thireuil                        | 79077            | La Chapelle-Thireuil                      | 731              | 2                  | Le Beugnon - La Chapelle-Thireuil | oui | 7 décembre 2018                                   | 1er janvier 2019 |
| Deux-Sèvres           | 17 | Celles-sur-Belle                        | 79061            | Celles-sur-Belle                          | 3 858            | 2                  | Celles-sur-Belle - Saint-Médard | oui (4 avec les communes associées de Montigné et Verrines-sous-Celles)                                            | 26 octobre 2018                                   | 1er janvier 2019 |
| Deux-Sèvres           | 17 | Les Châteliers                          | 79105            | Coutières                                 | 509              | 2                  | Chantecorps - Coutières | oui | 9 novembre 2018                                   | 1er janvier 2019 |
| Deux-Sèvres           | 17 | Chef-Boutonne                           | 79083            | Chef-Boutonne                             | 2 600            | 4                  | La Bataille - Chef-Boutonne - Crézières - Tillou | oui | 9 septembre 2018                                  | 1er janvier 2019 |
| Deux-Sèvres           | 17 | Fontivillié                             | 79064            | Chail                                     | 862              | 2                  | Chail - Sompt | oui | 21 août 2018                                      | 1er janvier 2019 |
| Deux-Sèvres           | 17 | Loretz-d'Argenton                       | 79014            | Argenton-l'Église                         | 2 696            | 2                  | Argenton-l'Église - Bouillé-Loretz | oui (3 avec Bagneux, jusque là commune associée d’Argenton-l’Église)                                               | 11 juin 2018                                      | 1er janvier 2019 |
| Deux-Sèvres           | 17 | Marcillé                                | 79251            | Saint-Génard                              | 762              | 2                  | Pouffonds - Saint-Génard | non | 6 juillet 2018                                    | 1er janvier 2019 |
| Deux-Sèvres           | 17 | Melle                                   | 79174            | Melle                                     | 6 347            | 5                  | Mazières-sur-Béronne - Melle - Paizay-le-Tort - Saint-Léger-de-la-Martinière - Saint-Martin-lès-Melle | oui | 27 juin 2018                                      | 1er janvier 2019 |
| Deux-Sèvres           | 17 | Moncoutant-sur-Sèvre                    | 79179            | Moncoutant                                | 5 021            | 6                  | Le Breuil-Bernard - La Chapelle-Saint-Étienne - Moncoutant - Moutiers-sous-Chantemerle - Pugny - Saint-Jouin-de-Milly | oui | 23 novembre 2018                                  | 1er janvier 2019 |
| Deux-Sèvres           | 17 | Plaine-et-Vallées                       | 79196            | Oiron                                     | 2 426            | 4                  | Brie - Oiron - Saint-Jouin-de-Marnes - Taizé-Maulais | oui | 7 novembre 2018                                   | 1er janvier 2019 |
| Deux-Sèvres           | 17 | Prailles-La Couarde                     | 79217            | Prailles                                  | 944              | 2                  | La Couarde - Prailles | oui | 18 septembre 2018                                 | 1er janvier 2019 |
| Deux-Sèvres           | 17 | Saint-Pardoux-Soutiers                  | 79285            | Saint-Pardoux                             | 1 879            | 2                  | Saint-Pardoux - Soutiers | oui | 1er octobre 2018                                  | 1er janvier 2019 |
| Deux-Sèvres           | 17 | Thouars                                 | 79329            | Thouars                                   | 14 126           | 4                  | Mauzé-Thouarsais - Missé - Sainte-Radegonde - Thouars | oui (Mauzé-Thouarsais, Missé et Sainte-Radegonde)                                                                  | 30 octobre 2018                                   | 1er janvier 2019 |
| Deux-Sèvres           | 17 | Valdelaume                              | 79140            | Hanc                                      | 871              | 4                  | Ardilleux - Bouin - Hanc - Pioussay | non | 26 juin 2018                                      | 1er janvier 2019 |
| Deux-Sèvres           | 17 | Val-du-Mignon                           | 79334            | Usseau                                    | 1 118            | 3                  | Priaires - Thorigny-sur-le-Mignon - Usseau | oui | 19 septembre 2018                                 | 1er janvier 2019 |
| Somme                 | 5  | Carnoy-Mametz                           | 80505            | Mametz                                    | 287              | 2                  | Carnoy - Mametz | oui | 26 octobre 2018                                   | 1er janvier 2019 |
| Somme                 | 5  | Hombleux                                | 80442            | Hombleux                                  | 1 162            | 2                  | Grécourt - Hombleux | non | 7 décembre 2018                                   | 1er janvier 2019 |
| Somme                 | 5  | Marchélepot-Misery                      | 80509            | Marchélepot                               | 598              | 2                  | Marchélepot - Misery | oui | 28 septembre 2018                                 | 1er janvier 2019 |
| Somme                 | 5  | Ô-de-Selle                              | 80485            | Lœuilly                                   | 1 233            | 3                  | Lœuilly - Neuville-lès-Lœuilly - Tilloy-lès-Conty | oui | 7 décembre 2018                                   | 1er janvier 2019 |
| Somme                 | 5  | Trois-Rivières                          | 80625            | Pierrepont-sur-Avre                       | 1 488            | 3                  | Contoire - Hargicourt - Pierrepont-sur-Avre | non | 12 novembre 2018                                  | 1er janvier 2019 |
| Tarn                  | 1  | Terre-de-Bancalié                       | 81233            | Roumégoux                                 | 1 673            | 6                  | Roumégoux - Ronel - Saint-Antonin-de-Lacalm - Saint-Lieux-Lafenasse - Terre-Clapier - Le Travet | oui | 29 novembre 2018                                  | 1er janvier 2019 |
| Vendée                | 5  | Chanverrie                              | 85302            | La Verrie                                 | 5 522            | 2                  | Chambretaud - La Verrie | oui | 21 novembre 2018                                  | 1er janvier 2019 |
| Vendée                | 5  | Montaigu-Vendée                         | 85146            | Montaigu                                  | 19 942           | 5                  | Boufféré - La Guyonnière - Montaigu - Saint-Georges-de-Montaigu - Saint-Hilaire-de-Loulay | oui | 20 avril 2017                                     | 1er janvier 2019 |
| Vendée                | 5  | Les Sables-d'Olonne                     | 85194            | Les Sables-d'Olonne                       | 42 649           | 3                  | Château-d'Olonne - Olonne-sur-Mer - Les Sables-d'Olonne | non | 17 août 2018                                      | 1er janvier 2019 |
| Vendée                | 5  | Les Velluire-sur-Vendée                 | 85177            | Le Poiré-sur-Velluire                     | 1 347            | 2                  | Le Poiré-sur-Velluire - Velluire | oui | 17 août 2018                                      | 1er janvier 2019 |
| Vendée                | 5  | Rives-d'Autise                          | 85162            | Nieul-sur-l'Autise                        | 2 125            | 2                  | Nieul-sur-l'Autise - Oulmes | oui | 4 décembre 2018                                   | 1er janvier 2019 |
| Vienne                | 3  | Boivre-la-Vallée                        | 86123            | Lavausseau                                | 3 194            | 4                  | Benassay - La Chapelle-Montreuil - Lavausseau - Montreuil-Bonnin | oui | 21 septembre 2018                                 | 1er janvier 2019 |
| Vienne                | 3  | Saint-Martin-la-Pallu                   | 86281            | Vendeuvre-du-Poitou                       | 5 647            | 2                  | Saint Martin la Pallu (issue précédemment des anciennes communes de Blaslay, Charrais, Cheneché et Vendeuvre-du-Poitou) - Varennes | oui (5) | 21 septembre 2018                                 | 1er janvier 2019 |
| Vienne                | 3  | Valence-en-Poitou                       | 86082            | Couhé                                     | 4 419            | 5                  | Ceaux-en-Couhé - Châtillon - Couhé - Payré - Vaux | oui | 22 novembre 2018                                  | 1er janvier 2019 |
| Haute-Vienne          | 2  | Saint-Pardoux-le-Lac                    | 87128            | Roussac                                   | 1 312            | 3                  | Roussac - Saint-Pardoux - Saint-Symphorien-sur-Couze | oui | 26 novembre 2018                                  | 1er janvier 2019 |
| Haute-Vienne          | 2  | Val-d'Oire-et-Gartempe                  | 87028            | Bussière-Poitevine                        | 1 732            | 4                  | Bussière-Poitevine - Darnac - Saint-Barbant - Thiat | oui | 3 août 2018                                       | 1er janvier 2019 |
| Yonne                 | 2  | Guillon-Terre-Plaine                    | 89197            | Guillon                                   | 789              | 5                  | Cisery - Guillon - Sceaux - Trévilly - Vignes | oui | 24 décembre 2018                                  | 1er janvier 2019 |
| Yonne                 | 2  | Treigny-Perreuse-Sainte-Colombe         | 89420            | Treigny                                   | 1 070            | 2                  | Sainte-Colombe-sur-Loing - Treigny | oui (3 avec Perreuse jusqu'alors commune associée de Treigny)                                                      | 29 novembre 2018                                  | 1er janvier 2019 |
| Territoire de Belfort | 1  | Meroux-Moval                            | 90068            | Meroux                                    | 1 283            | 2                  | Meroux - Moval | non | 21 décembre 2018                                  | 1er janvier 2019 |
| Essonne               | 2  | Évry-Courcouronnes                      | 91228            | Évry                                      | 68 098           | 2                  | Courcouronnes - Évry | non | 12 octobre 2018                                   | 1er janvier 2019 |
| Essonne               | 2  | Le Mérévillois                          | 91390            | Méréville                                 | 3 462            | 2                  | Estouches - Méréville | oui | 28 septembre 2018                                 | 1er janvier 2019 |

## Modifications ultérieures
À la suite de mésententes, la commune déléguée de Beaumont-les-Nonains quitte le 1er janvier 2024 la commune nouvelle des Hauts-Talican (Oise) et redevient une commune de plein exercice